# Degema
Das Degema ist eine edoide Sprache aus dem Delta-Gebiet Nigerias.
Sie wird in zwei autonomen Gemeinschaften  auf der Insel Degema von etwa 22.000 Einwohnern gesprochen, ginge man nach den Ergebnissen der Volkszählung von 1991 (einschließlich der Bevölkerungszahlen für die zwei Degema-sprechenden Gemeinschaften).
Die zwei Gemeinschaften, in denen das Degema gesprochen wird, sind Usokun-Degema und Degema Town (Atala) im Degema Local Government Area des Bundesstaates Rivers State von Nigeria. jede dieser Gemeinschaften spricht eine Varietät des Degema, welche mit dem jeweils anderen verständlich ist. Diese Varietäten sind nach den Namen der gemeinschaften benannt, in denen diese gesprochen werden: Die Usokun-Varietät gesprochen in Usokun-Degema und die Atala-Varietät gesprochen in Degema Town. Diese Varietäten sind sehr ähnlich in ihrer phonologischen, morphologischen, syntaktischen und semantischen Eigenschaft.
Allerdings hat sich bislang keine Standardvarietät zwischen den zwei Varietäten des Degema entwickelt. Dennoch erscheinen in jüngster Zeit mehr Literatur und wissenschaftliche Veröffentlichungen in der Usokun-Varietät als in der Atala-Varietät.
Die Sprache Degema wird gelegentlich fälschlicherweise auch "Atala" oder "Udekaama" genannt. Atala ist die Alternativbezeichnung für eine der Degema-sprechenden Gemeinschaften – Degema Town, während Udekaama der Name eines Clans ist, welcher Usokun-Degema und Degema Town umfasst. Dementsprechend wird "Kala Degema" auch als Falschbezeichnung für die Usokun-Degema-Varietät des Degema verwendet.